# Les Aventures de la tour Wayne
Les Aventures de la tour Wayne est une série télévisée d'animation américano-canadienne en 30 épisodes de 22 minutes créée par Billy Lopez, produite par Nickelodeon Animation Studios et studio d'animation canadienne Yowza! Animation, diffusée du 24 juillet 2017 au 31 mai 2019 sur Nickelodeon.
Avant sa diffusion à la télévision, la série a été diffusée sous forme de 6 courts métrages d'une durée de 4 à 7 minutes du 14 novembre 2014 au 26 décembre 2014 sur le site Nick.com.
En France, la série est diffusée depuis le 1er janvier 2018 sur Nickelodeon France.
Les reprises des épisodes sont diffusés sur Nicktoons au Royaume-Uni et en Irlande et téléchargeables sur le site Sky Q.

## Synopsis
La tour Wayne est un immeuble d'appartement atypique. Un nouveau membre venant d’emménager à la tour Wayne : Ansi Molina, se lie d'amitié avec deux jeunes : Olly Timbers et Saraline Timbers. Ensembles, ils partent en voyage et en mission pour découvrir les vestiges de la tour du Wayne d'où les apparences se révèlent souvent trompeuses ; tout en luttant contre les créatures étranges habitants l'appartement et ainsi qu'un groupe d'agents secrets qui font également partie de l'immeuble.

## Distribution

### Voix originales
- Alanna Ubach : Ansi Molina
- Billy Lopez : Olly Timbers
- Dana Steingold : Saraline Timbers
- Alfred Molina : Albert Molina
- Richard Kind : Harvey Timbers
- Annie Potts : Olympia Timbers
- Noah Galvin : Leif Bornwell III
- Veronica Taylor : l'espionne de l'appartement 8-I
- Marc Thompson : Masterson
- Robbie Sublett : Flowershirt
- Carey Means : Jonah Bishop
- Dave Willis : George le portier
- Dana Snyder : Wendell William Wasserman
- Nikki M. James : Julia Wiles (Julie en VF)
- Emo Philips : Dennis O'Bannon
- Harriett D. Foy : Clara Rhone
- Spriggs Fryman : Tony Stanza
- Billy Bob Thompson : John Keats
- Charnele Crick : Goodness
- Andrew Rannells : Andreï

### Voix françaises
- Yann Le Madic : Ansi Molina
- Isabelle Volpé : Saraline Timbers
- Tony Marot : Olly Timbers
- Stéphane Miquel : Masterson, Flowershirt, Cobby, Paul
- Kelly Marot : Julia Wiles
- Jean-Marco Montalto : Andreï
- Olivier Podesta : Leif Bornwell III
- Luc Boulad
- Arnaud Denissel
- Pascal Germain
- Laurent Jacquet
- Bruno Magne
- Murielle Naigeon
- Christelle Reboul
- Françoise Rigal
- Philippe Roullier

- Version française
  - Studio de doublage : Lylo Media Group
  - Direction artistique : Christine Pâris (dialogues), Edwige Chandelier (chansons)
  - Adaptation : Amélie Audefroy-Wallet et Julie Berlin-Sémon (dialogues), Edwige Chandelier (chansons)
  - Chargée de post-production : Laurence Fontanarosa
  - Chansons interprétées par : Alexiane Broque et Hanna Högglund
  - Techniciens : Romain Belkaïd, Samuel Didi, Samuel Dequidt, Élise Modec, Joaquim Proneça et Élodie Souton

## Production

### Développement
Le 3 avril 2018, la série est renouvelée pour une deuxième saison. Le dernier épisode de la série a été diffusé sur Nicktoons le 31 mai 2019.

### Fiche technique
- Titre original : Welcome to the Wayne
- Titre français : Les Aventures de la tour Wayne
- Création : Billy Lopez
- Réalisation : Tahir Rana
- Scénario : James Best, Craig Carlisle, Jonathan Greenberg, Michael Pecoriello, Susan Kim
- Musique :
  - Compositeur(s) : Ego Plum
  - Compositeur(s) de musique thématique : Anna Waronker, Charlotte Caffey
  - Thème d'ouverture : Les Aventures de la tour Wayne par Anna Waronker & Charlotte Caffey
  - Thème de fin : Les Aventures de la tour Wayne (instrumentale)
- Production :
  - Producteur(s) : Sara Kamen, Lacey Stanton, Alan Foreman, Jeffrey Lesser
  - Producteur(s) exécutive(s) : Michael Pecoriello
  - Coproducteur(s) exécutive(s) : Billy Lopez
- Société(s) de production : Yowza! Animation, Nickelodeon Productions
- Société(s) de distribution : Paramount Television
- Pays d'origine :  États-Unis,  Canada
- Diffusion :  États-Unis,  France,  Royaume-Uni,  Irlande
- Langue originale : Anglais
- Format :
  - Format d'image : 1080i (16:9 HDTV)
  - Format audio : Dolby Surround 5.1
- Genre : Aventure, mystère, comédie
- Durée : 22 minutes
- Public : Tout public

### Diffusion internationale
Sur Nicktoons (Royaume-Uni et Irlande), la série a été diffusée du 15 janvier 2018 à février 2018 dans le bloc de programmation de l'après-midi Toons afternoons. Plusieurs services de télévision sur Internet, tels que Now TV, diffusent tous les épisodes.

## Épisodes
| Saison | Saison | Épisodes | États-Unis       | États-Unis       | France           | France        |
| Saison | Saison | Épisodes | Début de saison  | Fin de saison    | Début de saison  | Fin de saison |
| ------ | ------ | -------- | ---------------- | ---------------- | ---------------- | ------------- |
|        | C-M    | 6        | 14 novembre 2014 | 26 décembre 2014 | -                | -             |
|        | 1      | 20       | 24 juillet 2017  | 26 octobre 2018  | 1er janvier 2018 | 25 mai 2018   |
|        | 2      | 10       | 3 mai 2019       | 31 mai 2019      | -                | -             |

### Courts métrages (2014)
Ces courts métrages de la série sont diffusés sur le Web.
| # | Titre original | Publication originale | Durée    |
| - | -------------- | --------------------- | -------- |
| 1 | Chapitre 1     | 14 novembre 2014      | 4–7 min. |
| 2 | Chapitre 2     | 21 novembre 2014      | 4–7 min. |
| 3 | Chapitre 3     | 28 novembre 2014      | 4–7 min. |
| 4 | Chapitre 4     | 12 décembre 2014      | 4–7 min. |
| 5 | Chapitre 5     | 19 décembre 2014      | 4–7 min. |
| 6 | Chapitre 6     | 26 décembre 2014      | 4–7 min. |

### Saison 1 (2017-2018)
| №  | #  | Titre français                                      | Titre original                              | Première diffusion | Première diffusion |
| -- | -- | --------------------------------------------------- | ------------------------------------------- | ------------------ | ------------------ |
| 1  | 1  | Debout c'est l'heure, paresseux !                   | Rise and Shine Sleepyhead                   | 24 juillet 2017    | 1er janvier 2018   |
| 2  | 2  | Comme un oiseau bien content                        | Like a Happy, Happy Bird                    | 25 juillet 2017    | 2 janvier 2018     |
| 3  | 3  | Postez nos cartes, pigeons !                        | Mail Those Cards, Boys!                     | 26 juillet 2017    | 3 janvier 2018     |
| 4  | 4  | Aujourd'hui, c'était Wenorme !                      | Today Was Wassome                           | 27 juillet 2017    | 4 janvier 2018     |
| 5  | 5  | Comme un Api-baleinier danseur de claquettes        | Some Kind of Tap-Dancing, Beekeeping Whaler | 28 juillet 2018    | 5 janvier 2018     |
| 6  | 6  | Le meilleur marché du monde                         | Like No Other Market on Earth               | 18 septembre 2017  | 8 janvier 2018     |
| 7  | 7  | Le klaxon de la Binklemobile                        | Beeping the Binklemobile                    | 19 septembre 2017  | 9 janvier 2018     |
| 8  | 8  | Le poisson de l'espace                              | Spacefish                                   | 20 septembre 2017  | 10 janvier 2018    |
| 9  | 9  | Paire de Normains                                   | A Pair of Normas                            | 21 septembre 2017  | 11 janvier 2018    |
| 10 | 10 | Le final du milieu de saison                        | It's the Mid-Season Finale                  | 15 octobre 2018    | 12 janvier 2018    |
| 11 | 11 | Envoie la musique, Ratclif !                        | Hit It, Toofus!                             | 16 octobre 2018    | 14 mai 2018        |
| 12 | 12 | Bing, bong, balle de ping-pong                      | Wall-to-Wall Ping-Pong Ball                 | 17 octobre 2018    | 15 mai 2018        |
| 13 | 13 | La boum-brocante                                    | Swap Shop Hop & Bop                         | 18 octobre 2018    | 16 mai 2018        |
| 14 | 14 | 8:08:08                                             | 8:08:08                                     | 19 octobre 2018    | 17 mai 2018        |
| 15 | 15 | Fluxe                                               | Flutch                                      | 22 octobre 2018    | 18 mai 2018        |
| 16 | 16 | C'est quand le goûter ?                             | What's For Linner?                          | 23 octobre 2018    | 21 mai 2018        |
| 17 | 17 | Arrête de faire le guignol et cherche la bestiole ! | Leave the Funny, Find the Bunny             | 24 octobre 2018    | 22 mai 2018        |
| 18 | 18 | Gygemblaient dans les vabes                         | Gimble in the Wabe                          | 25 octobre 2018    | 23 mai 2018        |
| 19 | 19 | Gardez le nez à l'oeil                              | Keep an Eye on the Nose                     | 26 octobre 2018,   | 24 mai 2018        |
| 20 | 20 | Voilà Glamsterdam                                   | So This is Glamsterdam                      | 26 octobre 2018,   | 25 mai 2018        |

### Saison 2 (2019)
1. Titre français inconnu (We're Gonna Need a Bigger Cup)
2. Titre français inconnu (Welcome to the Wassermans)
3. Titre français inconnu (An Olly-Day Miracle!)
4. Titre français inconnu (That's Squidjit Bowling)
5. Titre français inconnu (We're the Wayniacs)
6. Titre français inconnu (Curious Brains of the Brain)
7. Titre français inconnu (Wiles Styles You Over)
8. Titre français inconnu (The Best Buddy I Never Had)
9. Titre français inconnu (Some Sort of Bad Luck Curse)
10. Titre français inconnu (Whoever Controls the Wayne, Controls the World)

## Univers de la série

### Les personnages

#### Personnages principaux
- Ansi Molina : fraîchement arrivé au Wayne, Ansi a vécu dans de nombreux endroits différents avec sa famille par le passé. Comme il a eu peu d'amis ou d'expériences sociales, il trouve son réconfort dans la lecture. En tant que recrue récente de la Team Timbers, il n'est pas familier avec Wayne Phenomena et a souvent besoin des explications, même s'il n'apprécie pas d'être traité comme inexpérimenté par Olly et Saraline. Il est néanmoins fidèle à eux comme ses meilleurs amis.
- Olly Timbers : désamorçant régulièrement les situations les plus tendues à l'aide de son arme favorite, l'humour, Olly est le meilleur ami d'Ansi et le frère aîné de Saraline. Il est enjoué et optimiste même lorsque la vie de Team Timbers est en danger. Mais malgré son attitude exalté et (parfois) stupide, il prouve qu'il peut être réfléchi et intelligent lorsque la situation l'exige. il est équipé d'un crochet de grappling.
- Saraline Timbers : la sœur de sept ans d'Olly, Saraline est intelligente, douée avec les gadgets et agit souvent comme la chef de la Team Timbers. Elle est parfois qualifiée "d'autoritaire" par son frère et Ansi. Elle a souvent du mal à créer et maintenir des amitiés. Elle n'est pas prise au sérieux par des adultes du Wayne qui disent qu'elle n'est qu'une «petite fille». Elle est souvent équipée d'une griffe extensible.

#### Personnages secondaires
- Albert Molina est le père divorcé d'Ansi
- Harvey Timbers est le père d'Olly et Saraline et le mari d'Olympia.
- Olympia Timbers est la mère d'Olly et Saraline et l'épouse d'Harvey.
- Leif Bornwell III un résident riche et quelquefois un peu égoïste du Wayne qui s'attribue les actions des autres et que la Team Timbers a du mal à tolérer. Lui et Saraline deviennent amis en raison de leur sentiment d'isolement mutuel.
- L'espionne de l'appartement 8-I une espionne qui se trouve être l'une des antagonistes de la série. On sait très peu de choses sur la Spy de Apartment 8-I, sauf qu'elle travaille avec Masterson et Flowershirt et désire le contrôle du Wayne. Elle est une des suspects communs de la Team Timbers dans un phénomène lié à Wayne. Olly croit que ses cheveux blonds sont teints.
  - Masterson l'associé à l'espionne de l'appartement 8-I, Masterson est envoyé rechercher les cartes de la Team Timbers et aussi récupérer un peu de lait. Il échoue toujours aux deux tâches.
  - Flowershirt un associé de l'espionne de l'appartement 8-I et Masterson.
- Jonah Bishop est un professeur intelligent qui semble bien comprendre les phénomènes du Wayne, mais qui ne prend pas les membres de la Team Timbers au sérieux pour enquêter sérieusement en raison de leur âge. Olly, en particulier, semble le surveiller.
- George le portier le portier résident du Wayne qui est souvent inconscient des phénomènes étranges, mais reste amical avec la Team Timbers et ses associés.
- Wendell William Wasserman le fils des chasseurs des vampires, Wendell cherche à capturer un vampire pour lui-même pour prouver qu'il est aussi capable que ses parents. Il est un peu ami avec Ansi en raison de leur désir partagé de prouver leur valeur. En tant que chasseur de vampires, Wendell peut contrôler télépathiquement des cuillères qui, pour une raison étrange, terrifient les vampires.
- Dennis O'Bannon est un gamin riche du tennis. Il a choisi à l'origine la Team Timbers jusqu'à ce qu'il se lie d'amitié avec eux pour pouvoir voir le Wayne Phenomena sans subir les répercussions qui s'ensuivent.
- Julia Wiles une résidente du Wayne avec qui Ansi est son ami, souvent chargé de s'occuper d'une belette nommée Mimsy. Elle ne croit pas aux histoires d'Ansi sur la Team Timbers et Olly et Saraline ne l'aiment pas en conséquence, bien qu'ils se rapprochent d'elle plus tard dans la série. Ses amis pensent qu'Ansi est amoureux d'elle.
- Clara Rhone la bibliothécaire en chef qui dirige la bibliothèque secrète du Wayne "la Stanza" et amie de Ansi à la suite de la découverte de ce secret.
  - Tony Stanza est un personnage masqué qui garde la salle des archives de Stanza.
  - John Keats est un "Squidgit" qui travaille à la Stanza et se lie d'amitié avec Ansi.
- Goodness
- Andrei un résident du Wayne qui se trouve être un vampire. Andrei souffre d'amnésie et ne se souvient de son passé, mais la Team Timbers découvre qu'il est un vampire et l'aide à redécouvrir son nom.

## Accueil

### Audiences
| Saison | Début de saison   | Début de saison | Début de saison   | Fin de saison     | Fin de saison   | Fin de saison     |
| Saison | Date de diffusion | Téléspectateurs | Ref.              | Date de diffusion | Téléspectateurs | Ref.              |
| ------ | ----------------- | --------------- | ----------------- | ----------------- | --------------- | ----------------- |
| 1      | 24 juillet 2017   | 1 170 000       | [ 4 ]             | 26 octobre 2018   | 230 000         | [réf. nécessaire] |
| 2      | 3 mai 2019        | 100 000         | [réf. nécessaire] | 31 mai 2019       | 230 000         | [réf. nécessaire] |

### Réceptions critiques
Emily Ashby de Common Sense Media a attribué à la série de 3 étoiles sur 5 en disant : « le plaisir absurde et imaginatif règne dans cette série animée imprévisible. Mais, il est préférable de traiter la série Les Aventures de la tour Wayne comme un ajout sucré au régime des médias pour enfants, car son contenu vise davantage à faire rire qu'à quoi qui ce soit purement éducatif ».

### Récompenses et nominations
| Année | Récompenses         | Catégorie                                             | Nomination                     | Résultat   | Ref.  |
| ----- | ------------------- | ----------------------------------------------------- | ------------------------------ | ---------- | ----- |
| 2018  | Daytime Emmy Awards | Scénario exceptionnelle dans un programme d'animation | Les Aventures de la tour Wayne | Nomination | [ 5 ] |